# Laurs Kvist
Laurs Sørensen Kvist (28. maj 1854 i Estrup ved Øster Hornum – 23. marts 1926 i København) var en dansk gårdejer og politiker, der var medlem af Folketinget fra 1890 til sin død, valgt for Venstre. Han var sekretær i Folketinget 1894-1908 og 1909-26.
Kvist var søn af gårdmand Søren Laursen Kvist og Maren Kirstine Jensdatter fra Abildgård i Øster Hornum. Han begyndte sin politiske karriere i Øster Hornum Sogneråd, som han blev valgt til i 1883. I perioderne 1885-1889 og 1897-1906 var han formand for rådet, og fra 1886 til 1889 tillige sognefoged i Øster Hornum Kommune. Han blev folketingskandidat i 1889 og indvalgt året efter. Han tilhørte i begyndelsen Moderate Venstre, men sluttede sig senere til J.C. Christensens mere radikale fløj. 
Laurs Kvist var engageret i afholdsbevægelsen og var fra 1907 til 1922 medlem af hovedbestyrelsen for Danmarks Afholdsforeninger og medlem af hovedbestyrelsen for Danske Afholdsselskabers Landsforbund fra 1912 til 1919. Som folketingsmedlem markerede han sig på området ved at være medlem af ædruelighedskommissionerne i 1903 og 1914.
Kvist blev begravet fra Marmorkirken og blev senere stedt til hvile på Øster Hornum Kirkegård, hvor der i dag stadig står en mindesten til ære for ham. 